# Patrick Summers
Patrick Summers (Washington, 14 agosto 1963) è un direttore d'orchestra statunitense, noto per il suo lavoro con la Houston Grand Opera (HGO), di cui è direttore artistico e musicale dal 2011 e con San Francisco Opera, dove è stato direttore ospite principale, 1999-2016.

## Biografia

### Primi anni e San Francisco
Summers è nato a Washington, e cresciuto a Loogootee, nell'Indiana. Si è laureato in musica con un bachelor's degree alla Jacobs School of Music dell'Università dell'Indiana nel 1986. Dopo la laurea ha partecipato al Merola Opera Program della San Francisco Opera come apprendista insegnante nel 1986 e nel 1987 e ha vinto l'Otto Guth Memorial Award per eccellenza nel vocal coaching in entrambi gli anni. Il primo impegno professionale di Summers, con il Western Opera Theatre della San Francisco Opera, fu dirigere La bohème nella stagione 1986-1987. Dopo quella esibizione è stato direttore musicale del Western Opera Theatre fino al 1989. Ha guidato il Western Opera Theatre nella sua tournée del 1987 in Cina, esibendosi per un pubblico che non aveva mai sperimentato l'opera occidentale. Nel 1988 ha diretto le prime esecuzioni cinesi della Tosca di Puccini in epoca moderna. Nel 1989 Summers iniziò il suo incarico come direttore musicale del San Francisco Opera Center, un programma di formazione per giovani cantanti; la sua prima produzione sul palcoscenico principale, Il pipistrello, è stata nel 1990. Altri punti salienti includono la collaborazione con André Previn alla prima mondiale del 1998 di Un tram che si chiama Desiderio e la direzione di molte delle esibizioni; prestando servizio come direttore ospite principale dal 1999 al 2016; dirigendo Moby-Dick di Jake Heggie, che fu registrata e trasmessa in televisione su Great Performances della PBS e nel 2015 ha ricevuto la San Francisco Opera Medal, la più alta onorificenza della compagnia. Diresse la prima della West Coast di It's a Wonderful Life at SFO di Heggie durante la stagione 2018-19.

### La Houston Grand Opera ed il Metropolitan Opera
Nel 2011 Summers è stato nominato direttore artistico e musicale della Houston Grand Opera dopo aver prestato servizio come direttore musicale dal 1998. Come direttore musicale della Houston Grand Opera, Summers ha supervisionato la fondazione e lo sviluppo della HGO Orchestra (Houston Grand Orchestra): prima della fondazione dell'orchestra, l'HGO aveva assunto orchestre esterne per le sue produzioni. Dal 1998 Summers ha diretto oltre 60 produzioni alla Houston Grand Opera, tra cui otto prime mondiali (in particolare It's a Wonderful Life, The End of the Affair, Three Decembers di Jake Heggie e Cold Sassy Tree di Carlisle Floyd). Negli ultimi anni Summers ha contribuito a supervisionare la creazione di HGOco, un'iniziativa progettata per creare una collaborazione tra la compagnia e la comunità. HGOco commissiona nuovi lavori e presenta numerose opportunità per bambini e giovani studenti di canto.
Nel 1998 Summers ha fatto il suo debutto come direttore d'orchestra al Metropolitan Opera in Il pipistrello di Johann Strauss ed è tornato regolarmente come direttore ospite, inclusa la partecipazione al 125º Anniversario Gala del Metropolitan Opera. È apparso in quattro delle trasmissioni del Metropolitan Opera Live in HD di spettacoli matinée del sabato proiettati nei cinema di tutto il mondo e ha diretto il concerto finale delle audizioni del Metropolitan Opera National Council in diverse occasioni. Nel 2006 Summers ha guidato il Metropolitan Opera in un tournée in Giappone.

### Direzione d'opera internazionale
Il debutto europeo di Summers è avvenuto nel 1994 all'Opera di Roma con la direzione di Manon Lescaut. Sempre nel 1994 ha debuttato con Opera Australia, dirigendo La Cenerentola. Da allora è apparso al Gran Teatre del Liceu di Barcellona, dirigendo di recente La favorita (2018), dopo il suo debutto nel suo teatro de La Cenerentola, alla Welsh National Opera (Rigoletto), al Festival di Bregenz (Il flauto magico e Of Mice and Men di Carlisle Floyd, al Teatro Nacional de São Carlos di Lisbona (Ariadne auf Naxos), l'Opéra national de Bordeaux (Don Pasquale e La bohème) e la prima europea di Un tram che si chiama Desiderio di André Previn all'Opéra national du Rhin di Strasburgo.

### Lavoro sinfonico
Summers è anche richiesto come direttore sinfonico, spesso in collaborazione con altri artisti, come i soprani Renée Fleming e Christine Brewer. Nel 2010 ha diretto la pianista Yuja Wang e l'Orchestra nazionale russa in una tournée di otto città negli Stati Uniti. Summers ha fatto il suo debutto alla Den Norske Opera & Ballett in un concerto di gala per celebrare la stagione del 50º anniversario della compagnia, e il suo debutto con l'Orchestra Filarmonica Slovena a Lubiana dirigendo Metropolis Symphony di Michael Daugherty. Ha inoltre diretto la Boston Symphony Orchestra al Tanglewood Music Festival, la Colorado Symphony, la English Chamber Orchestra, la Indianapolis Symphony Orchestra, la Los Angeles Philharmonic all'Hollywood Bowl, la Milwaukee Symphony Orchestra, l'Orchestra del Minnesota, la Münchner Symphoniker, la National Arts Centre Orchestra, la National Symphony Orchestra al Wolf Trap National Park for the Performing Arts, l'Orchestra of St. Luke's, la Montreal Symphony Orchestra, la Saint Louis Symphony e la Saint Paul Chamber Orchestra.

### Collaborazione con altri compositori
Le collaborazioni di Patrick Summers con compositori viventi portarono alle prime mondiali di quasi 20 opere. Durante la sua carriera Summers ha lavorato con compositori Jake Heggie (Dead Man Walking, The End of the Affair, Three Decembers,  Moby-Dick, Great Scott e It's a Wonderful Life); Carlisle Floyd (Prince of Players e Cold Sassy Tree); Ricky Ian Gordon (The House without a Christmas Tree e A Coffin in Egypt); André Previn (Un tram che si chiama Desiderio e Brief Encounter); Christopher Theofanidis (The Refuge and Heart of a Soldier); Daniel Catán (Salsipuedes); Lee Hoiby (The Tempest); Tod Machover (Resurrection); Paul Moravec (The Letter); Rachel Portman (The Little Prince); Mark Adamo; Michael Daugherty e R. Murray Schafer, tra gli altri.

## Registrazioni
Summers è presente in molte registrazioni audio e video, inclusa la registrazione audio del 2002 di Bel Canto con il soprano Renée Fleming e l'Orchestra of St. Luke's (Grammy Award).

### Registrazioni audio
- Great Scott (Jake Heggie/Terence McNally), The Dallas Opera Orchestra, Erato, 2018.
- It's a Wonderful Life (Jake Heggie/Gene Scheer), Houston Grand Opera Orchestra, Pentatone, 2017
- Ailyn Pérez and Stephen Costello: Love Duets, BBC Symphony Orchestra, 2014
- Dead Man Walking (Jake Heggie/Terence McNally), Houston Grand Opera Orchestra, Virgin Classics, 2012
- Brief Encounter (André Previn/John Caird), Houston Grand Opera Orchestra, Deutsche Grammophon, 2011
- Three Decembers (Jake Heggie/Gene Scheer), Houston Grand Opera Orchestra, Albany, 2008
- The Refuge (Christopher Theofanidis/Leah Lax), Houston Grand Opera Orchestra, Albany, 2008
- Cold Sassy Tree (Carlisle Floyd), Houston Grand Opera Orchestra, Albany, 2005
- Of Mice and Men (Carlisle Floyd), Houston Grand Opera Orchestra, Albany, 2003
- Florencia en el Amazonas (Daniel Catán/Marcela Fuentes-Berain), Houston Grand Opera Orchestra, Albany, 2002
- Resurrection (Tod Machover/Laura Harrington with additional material by Braham Murray), Houston Grand Opera Orchestra, Albany, 2002
- Bel Canto (Jimmy López/Nilo Cruz), Orchestra of St. Luke's, Decca, 2002 (Grammy Award)
- Little Women (Mark Adamo), Houston Grand Opera Orchestra, Ondine, 2001

### Registrazioni video
- Bregenzer Festspiele: Opera sul palco del lago, Il flauto magico (Mozart), (Presto Classical, 2018)
- Madama Butterfly (Puccini), Metropolitan Opera (Sony, 2011)
- Salomè (Richard Strauss) Metropolitan Opera (Sony, 2011)
- Le nozze di Figaro (Mozart), Opera Australia (2011)
- I puritani (Bellini), Metropolitan Opera (Deutsche Grammophon, 2008)
- La Cenerentola Rossini, Gran Teatre del Liceu (Decca, 2010)
- Little Women (Mark Adamo), Houston Grand Opera (Naxos, 2010)

## Scritti
Il libro di Summers The Spirit of This Place: How Music Illuminates the Human Spirit uscirà a novembre 2018 pubblicato dalla University of Chicago Press.
Ha inoltre contribuito con oltre 40 articoli a Opera Cues, il programma ufficiale e la rivista della Houston Grand Opera, avendo scritto su compositori (Bellini, Britten, Donizetti, Händel, Janáček, Jerome Kern and Oscar Hammerstein II, Leoncavallo, Mascagni, Mozart, Puccini, Rossini, Strauss, Verdi e Wagner), collaborazioni con compositori viventi (Jake Heggie, Ricky Ian Gordon e Stephen Sondheim) e articoli su donatori d'opera, oltre a saggi su direzione d'orchestra, opera e formazione.

## Premi, onorificenze e riconoscimenti dei media
- Laurea honoris causa in musica presso l'Indiana University (2017)[10]
- Medaglia dell'Opera di San Francisco (2015)[2]
- Docente per la Campbell Lecture Series (2013) della Rice University[11]
- Premio Stelle dell'Australia (2008)
- Nominato uno dei "25 nomi più potenti della US Opera" da Opera News (2006)[12]
- Grammy Award per la registrazione di Bel Canto (2002)
- Nominato "Distinguished Alumnus" dal San Francisco Opera's Merola Opera Program (2001)
- Artista dell'anno di Stolichnaya (1998)
- Premio Otto Guth Memorial, San Francisco Opera's Merola Opera Program (1986, 1987)